# Sparkassen Giro Bochum 2011
Lo Sparkassen Giro Bochum 2011, quattordicesima edizione della corsa, valido come evento dell'UCI Europe Tour 2011 categoria 1.1, si svolse il 31 luglio 2011 su un percorso di 180 km. Fu vinto dal belga Pieter Vanspeybrouck, che terminò la gara in 4h 06' 07" alla media di 43,88 km/h.
Al traguardo 130 ciclisti portarono a termine il percorso.

## Ordine d'arrivo (Top 10)
| Pos. | Corridore            | Squadra         | Tempo    |
| ---- | -------------------- | --------------- | -------- |
| 1    | Pieter Vanspeybrouck | Topsport Vl.    | 4h06'07" |
| 2    | Grischa Janorschke   | Sparkasse       | s.t.     |
| 3    | Andreas Stauff       | Quickstep       | s.t.     |
| 4    | Timon Seubert        | Team NetApp     | s.t.     |
| 5    | Robin Chaigneau      | Skil-Shimano    | s.t.     |
| 6    | Kris Boeckmans       | Topsport Vl.    | s.t.     |
| 7    | Roy Curvers          | Skil-Shimano    | s.t.     |
| 8    | Marcel Aregger       | Price Your Bike | s.t.     |
| 9    | Kasper Jebjerg       | Glud & Marst.   | s.t.     |
| 10   | Jan Oelerich         | TT Raiko        | s.t.     |